# Edward Kennedy

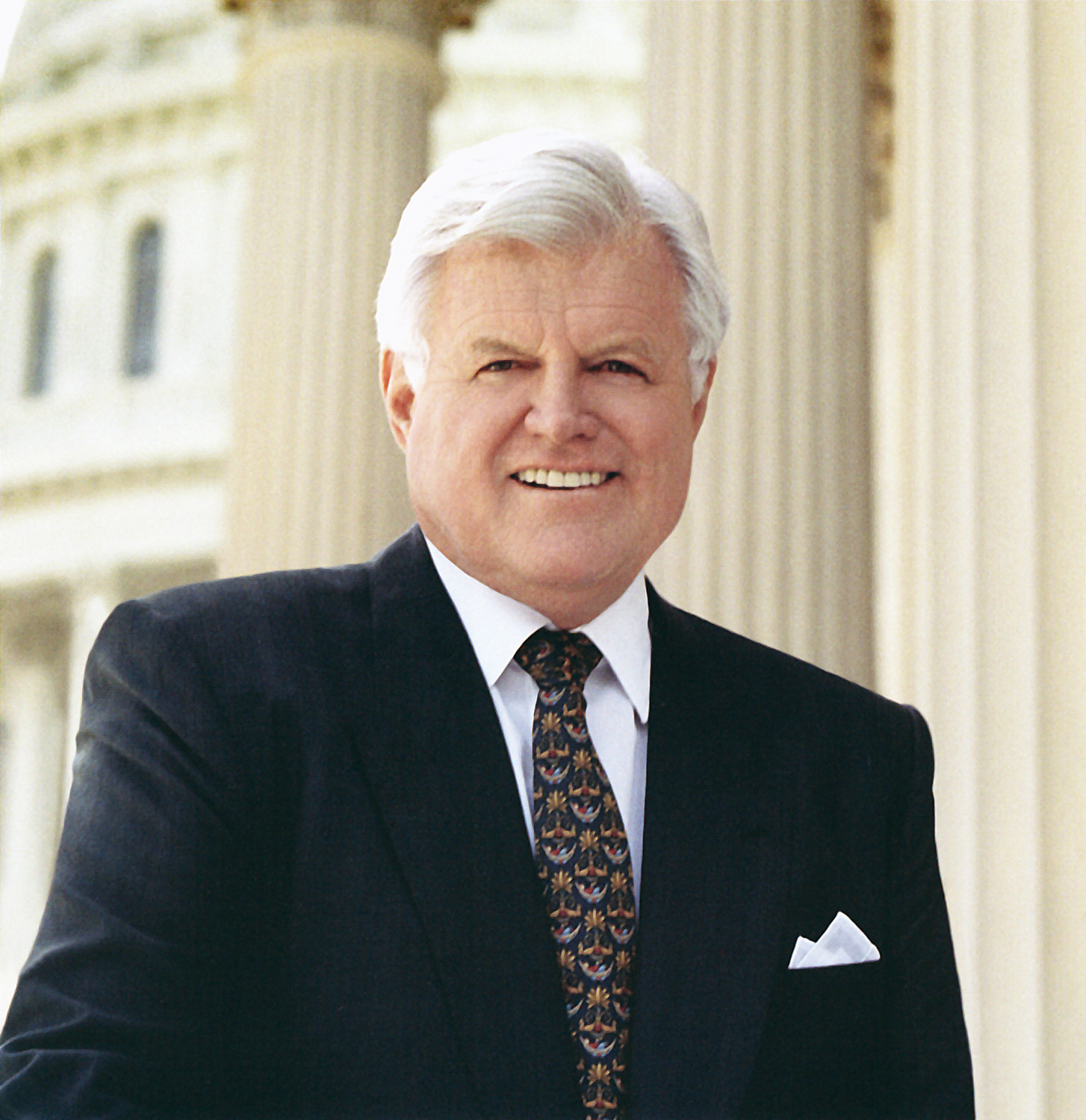
Edward „Ted“ Kennedy, 2006

Edward Moore „Ted“ Kennedy senior KBE (* 22. Februar 1932 in Boston, Massachusetts; † 25. August 2009 in Hyannis Port, Massachusetts) war von 1962 bis zu seinem Tod insgesamt 47 Jahre lang US-amerikanischer Senator für den Bundesstaat Massachusetts und ein führender Politiker der Demokratischen Partei der USA. Im Senat stand er ab 2007 dem Sozialausschuss vor.
Edward Kennedy war als jüngstes von neun Kindern des Unternehmers Joseph P. Kennedy, Sr. und dessen Frau Rose Mitglied der im politischen Leben der USA einflussreichen Familie Kennedy.

## Leben

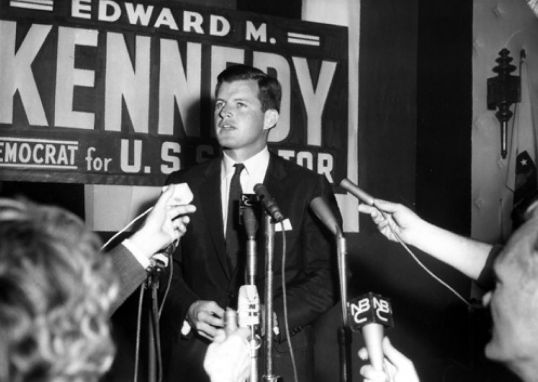
Edward Kennedy 1962 im Wahlkampf bei der Kandidatur zum Senat

Gemeinsam mit seinen drei Brüdern, dem späteren Präsidenten John (1917–1963), dem späteren Senator von New York und Justizminister in der Kennedy-Regierung Robert (1925–1968) sowie dem ältesten, im Krieg gefallenen Bruder Joseph (1915–1944) und seinen fünf Schwestern wuchs er in Brookline, Massachusetts, auf. Wie Robert besuchte er die Milton Academy in Milton zur Vorbereitung auf das College. Nach dem Abschluss an der Harvard University und der Law School der University of Virginia sowie einem Studienaufenthalt im Jahr 1958 an der Haager Akademie für Völkerrecht wandte er sich der Politik zu.
1960 war er als Wahlkampfmanager an der erfolgreichen Präsidentschaftskandidatur seines Bruders John beteiligt und arbeitete anschließend als stellvertretender Bezirksstaatsanwalt im Suffolk County. Im Jahr 1962 wurde er für den Staat Massachusetts in den US-Senat gewählt, wo er für den Rest der Wahlperiode den frei gewordenen Platz seines Bruders John einnahm. Zwischenzeitlich war der Sitz an Benjamin A. Smith gegangen, da Kennedy das Mindestalter für einen Senator noch nicht erreicht hatte. Nach seiner ersten regulären Wahl 1964 wurde er insgesamt siebenmal wiedergewählt.
Am 19. Juni 1964 stürzte Edward Kennedy mit dem US-Senator Birch Bayh, dessen Frau und dem Politiker Edward Moss mit einem kleinen Flugzeug bei sehr starkem Nebel ab. Bayh und seine Frau kamen ohne größere Verletzungen davon, während Kennedy schwer verletzt von ihm aus dem Flugzeug gerettet werden musste. Moss und der Pilot kamen ums Leben.
Am 13. Januar 1982 verpasste Ted Kennedy eine Maschine, die nach dem Start verunglückte.

Kennedy-Brüder John, Robert, Edward, Juli 1960

Wegen seines Einflusses wurde Kennedy als „Löwe des Senats“ bezeichnet; er war in seiner Amtszeit entscheidend an der Abfassung von über 300 Gesetzen beteiligt, so etwa am Immigration and Naturalization Services Act (1965), dem Civil Rights Act (1991), dem No Child Left Behind Act (2002) sowie an zahlreichen Gesetzen im Gesundheitsbereich. Kennedy wirkte als Vorsitzender der wichtigen Senatsausschüsse für Justiz (1979–1981), Arbeit (1987–1995) sowie Gesundheit, Bildung, Arbeit und Renten (2001–2003/2007–2009). Während seiner gesamten Amtszeit setzte er sich für eine bessere Gesundheitsversorgung und eine allgemeine Krankenversicherung für alle Bürger ein. Kennedy sprach sich zudem stets für eine Reform der Einwanderungsgesetze aus und setzte sich in den 1960er Jahren für die Rechte der Schwarzen und eine Beendigung des Vietnamkrieges ein. Allgemein galt Ted Kennedy als „Linker“ unter den Demokraten, der sich jedoch auch bei vielen republikanischen Kollegen hohe Reputation erwarb.

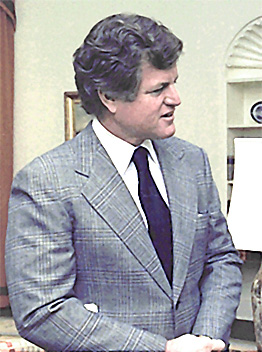
Edward Kennedy, 1977

1968, nach dem Attentat auf seinen Bruder Robert F. Kennedy, 1972 und erneut 1976 lehnte er eine eigene Präsidentschaftskandidatur ab. Kennedy begründete seinen Entscheid damit, dass er dies auf Anraten seiner Familie tue – zwei seiner Brüder waren in hohen Ämtern ermordet worden. 1980 unterlag er bei den Vorwahlen der Demokratischen Partei dem amtierenden Präsidenten Jimmy Carter. Eine Rolle bei seiner Zurückhaltung um die Bewerbung um öffentliche Ämter mag der Chappaquiddick-Vorfall (Chappaquiddick incident) 1969 gespielt haben. Am 18. Juli 1969 hatte Kennedy bei einem Ausflug auf der Insel Chappaquiddick spätabends die Kontrolle über seinen Wagen verloren und war von einer Brücke in einen Gezeitenkanal gestürzt. Er selbst konnte sich unverletzt aus dem Wagen retten, seine Beifahrerin, die 28-jährige Sekretärin und Wahlkampfhelferin Mary Jo Kopechne, ertrank. Kennedy verließ den Unfallort und verständigte erst zehn Stunden später die Polizei. Ein Taucher, der am nächsten Morgen Kopechnes Leiche barg, äußerte die Vermutung, dass sie noch eine Weile in einer Luftblase im Inneren des Autos gelebt haben könnte, sodass man sie vielleicht lebend hätte bergen können, wenn sofort Hilfskräfte hinzugerufen worden wären. In der Presse wurde spekuliert, Kennedy habe möglicherweise vertuschen wollen, dass er bei dem Unfall alkoholisiert gewesen war. Vor Gericht gab er zu Protokoll, dass er im Dunkeln mehrfach nach seiner Begleiterin gerufen habe und auch mehrfach versucht habe, das Auto tauchend zu erreichen. Er bekannte sich in der Verhandlung des unerlaubten Entfernens vom Unfallort schuldig und wurde am 25. Juli zu zwei Monaten Haft auf Bewährung verurteilt. Obwohl die richterliche Untersuchung von Kopechnes Todesumständen Kennedy belastete, entschied der Bezirksstaatsanwalt, keine Anklage wegen Totschlags zu erheben. Mit der Familie Kopechne erzielte Kennedy eine außergerichtliche Einigung durch Zahlung von 50.000 $ aus Kennedys Versicherung und 90.904 $ aus seinem Privatvermögen.
Persönlich hatte Kennedy in den 1980er Jahren mit Alkoholproblemen und Affären zu kämpfen. Bei seinem Sohn Edward wurde Krebs diagnostiziert, sein zweiter Sohn Patrick litt an schwerem Asthma und Drogenproblemen. 1982 wurde er von seiner Frau Joan geschieden. Nach der Heirat 1992 mit seiner zweiten Frau Victoria Reggie Kennedy verschwand Ted Kennedy aber zunehmend wieder aus den Schlagzeilen der Yellow Press.
Edward Kennedy lebte gemeinsam mit seiner zweiten Frau Victoria und seinen zwei Stiefkindern Grier Curran Raclin (* 20. November 1983) und Caroline Raclin (* 26. Dezember 1985) aus ihrer ersten Ehe in Hyannis Port, Massachusetts. Aus seiner ersten Ehe mit Virginia Joan Bennett (Eheschließung 1958, Scheidung 1982) hatte er drei bereits erwachsene Kinder namens Kara (1960–2011), Edward jr. (* 1961) und Patrick (* 1967).

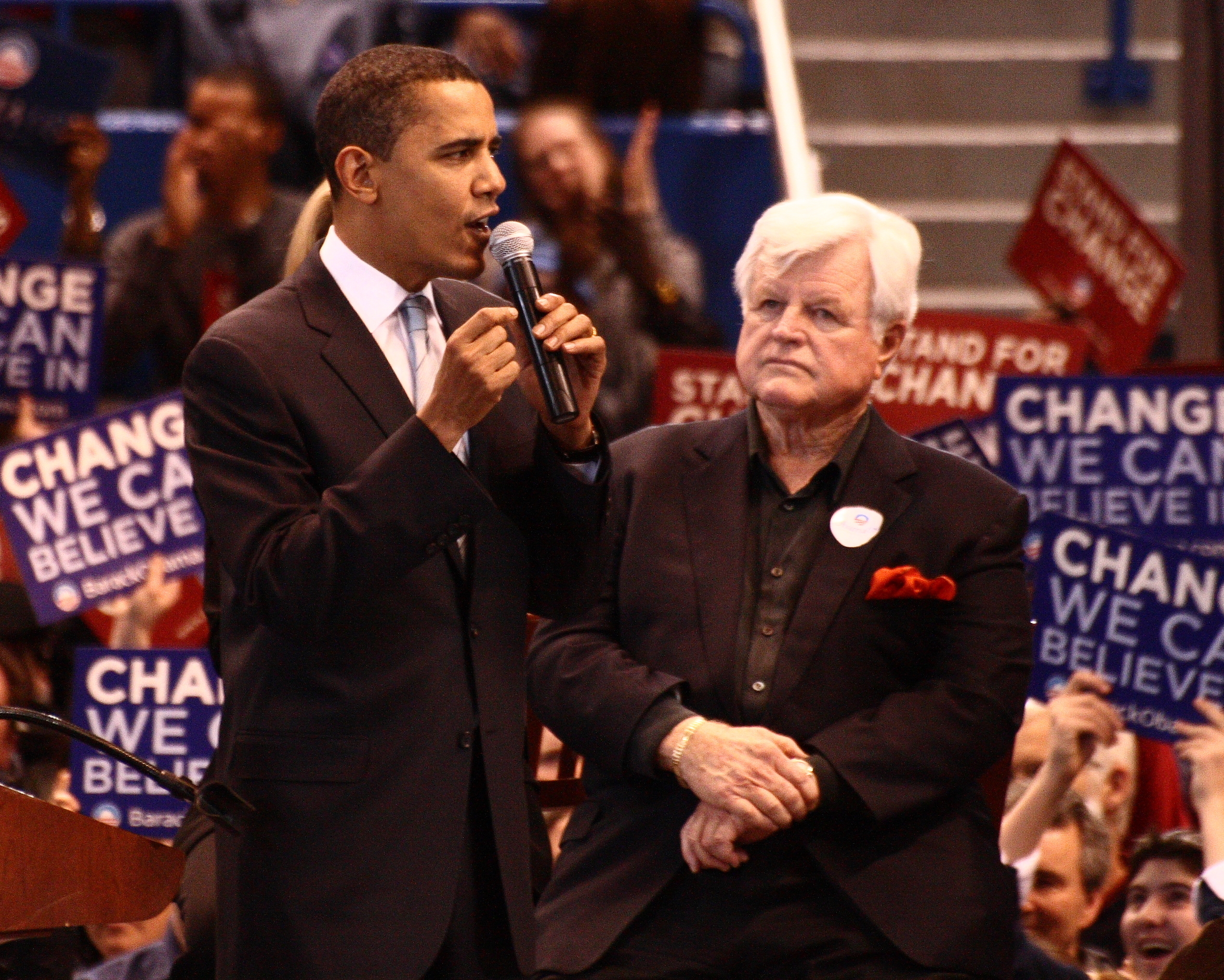
Edward Kennedy und Barack Obama bei den demokratischen Vorwahlen am 4. Februar 2008

Edward Kennedy, der 2002 in die American Academy of Arts and Sciences gewählt wurde, galt als einer der schärfsten Kritiker der Bush-Regierung, insbesondere was den Irakkrieg betraf, und machte sich 2004 für die Wahl von John Kerry zum Präsidenten stark. Im Gegensatz zu Kerry stimmte Kennedy im Senat allerdings gegen den Irakkrieg. Während der Vorwahlen der Demokraten zur US-Präsidentschaftswahl 2008 erklärte er seine Unterstützung für Barack Obama.
Am 17. Mai 2008 wurde Kennedy wegen Unwohlseins zunächst ins nahe gelegene Cape Cod Hospital und später per Hubschrauber ins Massachusetts General Hospital nach Boston gebracht. Zunächst wurde ein Schlaganfall als Ursache vermutet. Später wurde bekannt, dass er zwei Krampfanfälle erlitten hatte, einen zu Hause und einen während des Hubschraubertransports. Am 20. Mai gaben die behandelnden Ärzte in Boston bekannt, dass bei ihm ein bösartiger Hirntumor (ein sogenanntes Glioblastom) diagnostiziert worden war. Am 2. Juni 2008 erfolgte im Duke University Medical Center in Durham (North Carolina) die neurochirurgische weitestmögliche Entfernung des Hirntumors, danach begann eine Radiochemotherapie. Am 9. Juni verließ Kennedy das Krankenhaus und erschien bereits am 9. Juli wieder im US-Senat, um an der Abstimmung über die öffentliche Krankenversicherung „Medicare“ teilzunehmen. Dies begründete er damit, dass er sein den älteren US-Bürgern gegebenes Versprechen einhalten wolle, sich stets für den Erhalt und den Schutz dieses Programms einzusetzen.
Bei einem Bankett im Kongressgebäude in Washington im Rahmen der Vereidigungsfeierlichkeiten für den neuen Präsidenten Barack Obama brach Kennedy infolge eines Schwächeanfalls zusammen und musste in ein nahegelegenes Krankenhaus gebracht werden. Ab Mai 2009 nahm Kennedy aus gesundheitlichen Gründen an keiner Abstimmung im Senat mehr teil.
Am 4. März 2009 gab der britische Premierminister Gordon Brown bekannt, dass Kennedy in Anerkennung seiner Verdienste um den Friedensprozess in Nordirland und für die britisch-US-amerikanischen Beziehungen zum Ritter (knight) ernannt worden war. Dies wurde von den oppositionellen Konservativen wegen der Beziehungen Kennedys zu irischen Nationalisten kritisiert. Ebenfalls 2009 wurde Kennedy von Präsident Obama mit der Presidential Medal of Freedom ausgezeichnet.

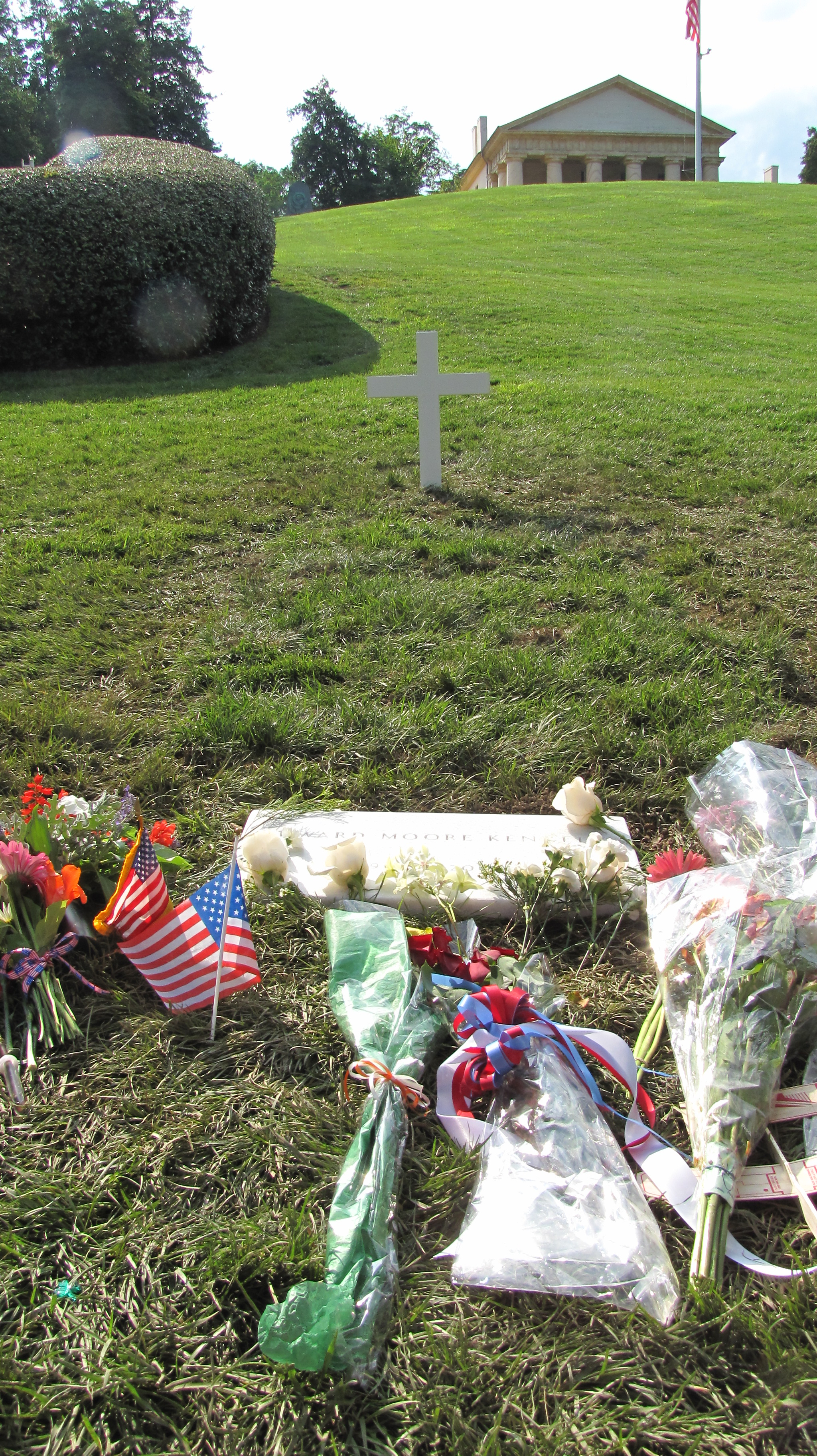
Kennedys Grab auf dem Nationalfriedhof Arlington

Am 25. August 2009 erlag Edward Kennedy im Alter von 77 Jahren in seinem Haus in Hyannis Port seinem Krebsleiden. Er war der letzte männliche Überlebende der zweiten Generation der Familie Kennedy. Von seinen Schwestern überlebte ihn nur die 2020 verstorbene Jean Kennedy Smith, nachdem Eunice Shriver zwei Wochen vor ihm verstorben war. Die Totenmesse wurde am 29. August 2009 in der Kirche Basilica of Our Lady of Perpetual Help in Boston gelesen. An der Trauerfeier nahmen zahlreiche prominente Politiker teil, unter anderen Präsident Barack Obama, die ehemaligen Präsidenten Jimmy Carter, Bill Clinton und George W. Bush sowie Kaliforniens Gouverneur Arnold Schwarzenegger (der mit einer Nichte Kennedys verheiratet war) und die ehemaligen Präsidentschaftskandidaten John McCain und John Kerry. Edward Kennedy wurde am 29. August 2009 auf dem Nationalfriedhof Arlington bei Washington, D.C. beigesetzt.

## Veröffentlichungen
- Decisions for a Decade. Policies and Programs for the 1970’s. Garden City, NY. Doubleday & Co., 1968.
- In Critical Condition. The Crisis in America’s Health Care. New York, NY. Simon & Schuster, 1972.
- Our Day and Generation: The Words of Edward M. Kennedy. New York, NY. Simon & Schuster, 1979.
- Freeze! How you can help prevent nuclear war (mit Mark O. Hatfield). Toronto, New York, London, Sydney. Bantam Books, 1982. 
Deutsche Ausgabe: Stoppt die Atomrüstung. Reinbek bei Hamburg. Rowohlt, 1982.
- Make A Difference. New York, NY. Scribner, 1997.
- America Back on Track. New York, NY. Viking Adult, 2006.
- My Senator and Me: A Dog's-Eye View of Washington, D.C. New York, NY. Scholastic Press, 2006.
- True Compass: A Memoir. New York, NY. Twelve, 2009. (postum erschienen)